# 1196-й самоходно-артиллерийский полк
1196-й самоходно-артиллерийский Верхнеднепровский Краснознамённый ордена Богдана Хмельницкого полк — воинская часть в вооружённых силах СССР во время Великой Отечественной войны.

## История
Полк начал формироваться 2.02.1944 в деревне Мамонтовка Пушкинского района Московской области и формировался 6 дней. 8.02.1944 полк погрузился на станции Мытищи в эшелоны и был отправлен на фронт. В действующей армии 1196 самоходно-артиллерийский полк с 13.02.1944 по 16.05.1944, участвовал в освобождении станции Дно, с 30.05.1944 по 21.10.1944, с 21.11.1944 по 09.05.1945. Принимал участие в операции Багратион на могилёвском направлении, полк участвовал в освобождении Могилева, Шклова, Быхова, проявил доблесть и мужество при овладении городами Гриммен, Деммин, Мальхин, Варен, Везенберг, городом и крепостью Остроленок, Данциг, Штральзунд. Полк имел на вооружении САУ СУ-76М. Расформирован 9 мая 1945 года, личный состав демобилизован.
Боевой и численный состав полка на 1944 год 
С октября 1943 г. по февраль 1944 г. все лёгкие самоходно-артиллерийские полки получили самоходно-артиллерийские установки для командиров батарей и переведены на штат № 010/484. По ним самоходно-артиллерийские полки стали иметь четыре батареи по пять садой.  По штату № 010/484 на апрель 1944 года самоходно-артиллерийский полк, имел на вооружении установки СУ-76, состоял из 4 батарей по 5 установок СУ-76М и подразделений обеспечения, численность полка — 225 человек, количество самоходок — 21 штука. По национальному составу полк состоял на 80 % из русских, 11 % — украинцев и др. Большинство призванных было из Московской области, 40 % призывников было 1926 года рождения (в 1944 году им было всего 18 лет), 10 % призывников 1925 года рождения.
Организация полка включала в себя:
- Управление полка
- Штаб полка
  - взвод управления (1 СУ-76, командира полка)
- 1-я батарея (5 СУ-76)
- 2-я батарея (5 СУ-76)
- 3-я батарея (5 СУ-76)
- 4-я батарея (5 СУ-76)
- Взвод боепитания
- Ремонтный взвод
- Транспортный взвод
- Полковой медицинский пункт
- Хозяйственное отделение (http://tankfront.ru/ussr/organisation/org_sa.html Архивировано 12 июня 2020 года.)

Операция «Багратион», освобождение Беларуси.
23 июня 1944 года после двухчасовой артподготовки полк форсировал реку Проня, а 24 июня в 18.00 уже форсировал реку Бася и вел бои за  Киркоры, Матеевщина, Петровичи, Кострин. 27 июня в 13.00 полк форсировал реку Днепр в районе Церковище, вел бой в направлении Княжицы, перерезал шоссе Могилев-Минск и 2 июля 1944 достиг реки Березина. Полк потерял 16 установок из 21, убитыми и ранеными 30 офицеров и 77 солдат, полк выведен в резерв. Своими действиями полк способствовал освобождению Могилева, Минска, Червеня, освободил около 80 населённых пунктов, уничтожил 32 орудия, 8 танков, 63 автомашины, 23 ДОТа, уничтожено 700 солдат и офицеров противника, взято в плен — 2380. За освобождение Беларуси и форсирование верховья реки Днепр полку объявлена благодарность Верховного главнокомандующего Сталина и присвоено наименование «Верхнеднепровский».

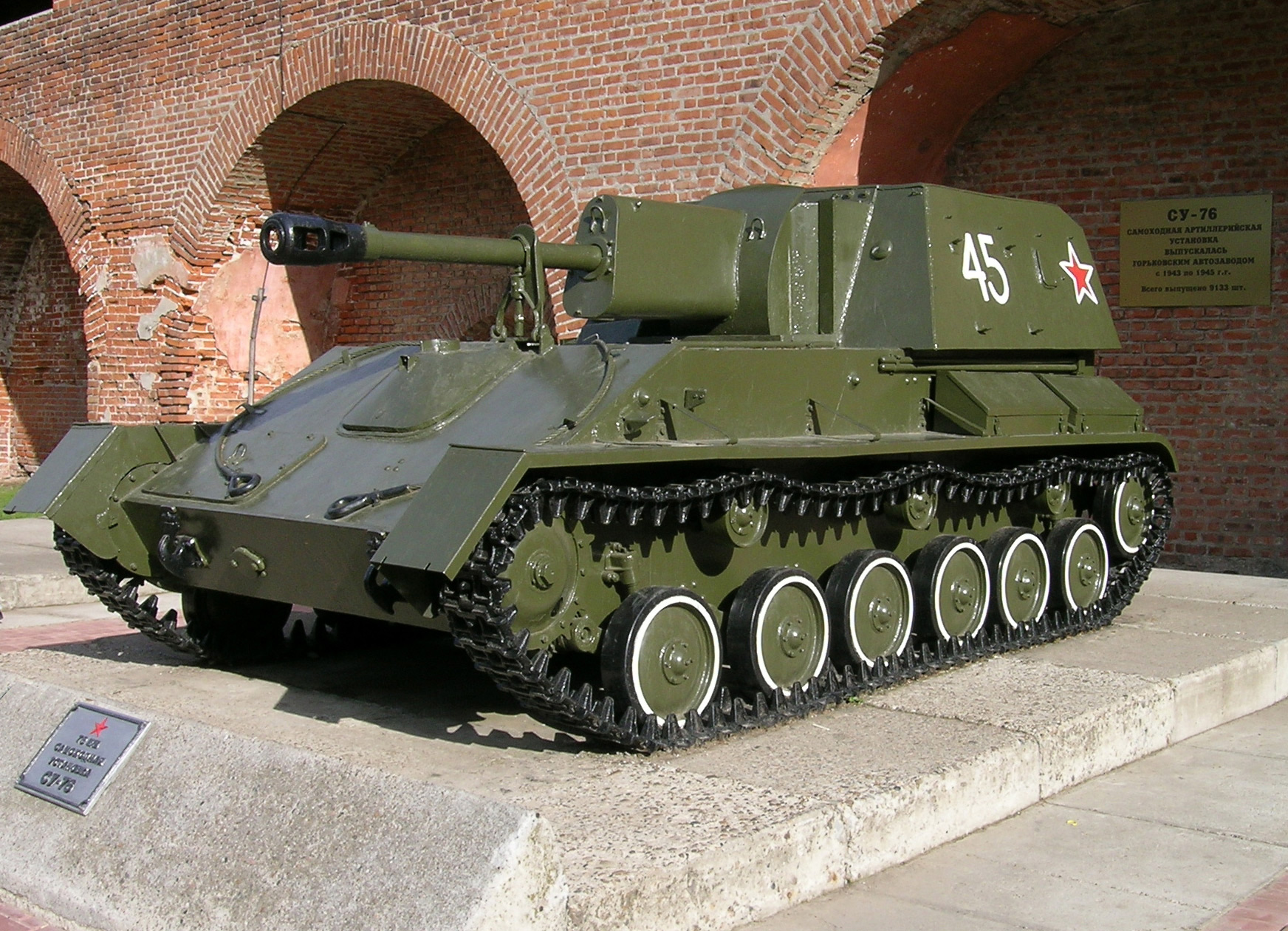
СУ-76М позднего выпуска

26 июля 1944 года в районе города Белостока, полк атаковал позиции противника, имевшего на вооружении танки «Тигр», самоходные орудия «Пантера» и    «Фердинанд» в направлении Рацево и Нова Воля, вынудил противника отступить к городу Янув, полк достиг реки Бжузовка и занял оборону, позже был выведен в резерв. 15 августа 1944 года полк получил пополнение в 18 машин СУ-76. с 21 августа по 15 сентября полк освобождает города Новогруд, Остроленок, Ломжа и ещё более 20 населённых пунктов. За освобождение города Остроленок полк получил орден «Богдана Хмельницкого 2 степени», за освобождение города Ломжа полку объявлена благодарность Верховного главнокомандующего.
13.01.1945 года действуя совместно с 1263 стрелковым полком севернее города Пултуск начал наступление на хорошо укреплённые позиции противника достиг Беловежа и занял жд.станцию Гонсоцин. 11 февраля в ходе уличных боев был освобождён город Эльбинг. 1 апреля 1945 года полк в составе 4 СУ-76М поддерживал огнём наступающую пехоту 1097 стрелкового полка 326-й стрелковой дивизии в направлении города Рюкфорт, что в 4 км восточнее города Данциг, противник яростно контратаковал, отбив атаку противника полк форсировал канал, поддерживал огнём наступающую пехоту и занял Рюкфорт. В бою отличился Экипаж младшего лейтенанта Василечко, он первым форсировал канал, открыл огонь по противнику, уничтожил 1 бронетранспортер и минную батарею. При форсировании канала одна машина утонула.30 апреля 1945 года без боя капитулировал гарнизон Грайсвальде. Ночью, двигаясь с десантом на броне, разоружая на пути группы немецких солдат и офицеров полк достиг в 19.30 южной части города Штральзунд и перерезал сеть железных и шоссейных дорог. В 10.00 1 мая полк полностью занял Штральзунд, на железнодорожном вокзале было разбито 2 эшелона противника. В бою отличился командир батареи лейтенанта Матвеев и экипажи всех самоходок. Находясь в подчинении 90 стрелковой дивизии полк вёл бои по очистке города от сопротивляющихся групп противника до 6 мая 1945 года. 6 мая полк форсировал пролив Штральзундер и залив Фар-Вассер, где потопил сторожевой катер. Не встретив организованного сопротивления противника, высадился на острове Рюген, продолжил преследовать противника в направлении города Берген, занял круговую оборону в 2 км южнее Бергена и был готов отразить атаку противника.
За период боев с 1.01.1945 по 31.04.1945 года полк нанёс следующий урон противнику:
уничтожил 48 пушек разных калибров, 12 самоходных орудий, 36 миномётов, 70 автомашин, 12 бронетранспортеров, 46 мотоциклов, 21 ДОТ, 1106 офицеров и солдат противника, разбит 1 железнодорожный эшелон. Взято в плен 4345 солдат и офицеров противника, 120 винтовок, 34 автомата 44 велосипеда.
Потери полка за этот период в технике: сгорело 32 машины СУ-76, разбито 7 машин СУ-76, утонула в реке 1 машина. Потери полка за этот период в личном составе: убито — 23 офицера и 27 солдат и сержантов, ранено — 39 офицеров и 81 солдат и сержантов.
Советская САУ СУ-76 прокладывает дорогу бойцам штурмовых групп на улице горящего Данцига (ныне — Гданьск, Польша)
Подчинение полка армиям и фронтам
| Дата                       | Армия             | Фронт (Военный округ)            |
| -------------------------- | ----------------- | -------------------------------- |
| с 01.03.1944 по 01.05.1944 | 54-я армия        | Ленинградский фронт((ЛФ)         |
| с 01.05.1944 по 01.06.1944 | -                 | 3-й Прибалтийский фронт (3-й ПФ) |
| с 01.06.1944 по 01.10.1944 | 49-я армия        | 2-й Белорусский фронт (2-й БФ)   |
| с 01.10.1944 по 01.11.1944 | -                 | 2-й Белорусский фронт (2-й БФ)   |
| с 01.11.1944 по 01.12.1944 | -                 | Белорусский военный округ (БВО)  |
| с 01.12.1944 по 09.05.1945 | 2-я Ударная Армия | 2-й Белорусский фронт (2-й БФ)   |

по состоянию на май 1945 года численный состав полка: офицеров — 49 человек, сержантов — 131 человек, рядовых — 26 человек, всего- 206 человек. Из них: русских — 154, украинцев — 28, белорусов — 9, других народностей — 15. Полк расформирован по приказу от 9 мая 1945 года, личный состав демобилизован.
.

## Командный состав полка

### Командиры полка
| Дата                | ФИО                                            | Звание       |
| ------------------- | ---------------------------------------------- | ------------ |
| 17.02.44 — 26.07.44 | Сивов Иван Дмитриевич                          | майор        |
| 20.08.44 — 20.09.44 | Рожков Николай Григорьевич                     | подполковник |
| 27.01.45 — 27.03.45 | Добин Лазарь Маркович, тяжело ранен 27.03.1945 | майор        |
| 28.04.45 — 10.05.45 | Горбунов Фёдор Кондратьевич                    | подполковник |

2. Начальник штаба полка
гвардии майор Кочнев Николай Герасимович
3. Заместитель командира полка по строевой части
4. Заместитель командира полка по технической части (до 02.08.1944 — помощник командира по технической части)
5. Заместитель командира полка по политической части
6. Заместитель командира полка по снабжению
7. Заместитель командира полка по хозяйственной части
8. Заместитель начальника штаба по оперативной работе
9. Помощник начальника штаба полка по разведке
10. Начальник химической службы
11. Начальник связи

## Награды и почётные наименования полка
Полку объявлена первая благодарность от Верховного Главнокомандующего И.Сталина за освобождение города и ж.д. станции Дно от 19 февраля 1944 года.
| Награда                               | № приказа (указа) и дата              | Краткое описание боевых заслуг |  |
| Верхнеднепровский                     | 10.07.1944                            | за отличие в боях с немецкими захватчиками при форсировании р. Днепр и овладении городами Могилев, Шклов и Быхов                                                                                       |  |
| орден Красного Знамени                | Указ Президиума ВС СССР от 04.06.1945 | за образцовое выполнение заданий командования в боях с немецкими захватчиками при овладении городами Штральзунд, Гриммен, Деммин, Мальхин, Варен, Везенберг и проявленные при этом доблесть и мужество |  |
| орден Богдана Хмельницкого II степени | Указ Президиума ВС СССР от 15.09.1944 | за образцовое выполнение заданий командования в боях с немецкими захватчиками, за овладение городом и крепостью Остроленок и проявленные при этом доблесть и мужество                                  |  |

Полку объявлена благодарность от Верховного Главнокомандующего И.Сталина от 10 февраля 1945 года за отличные боевые действия при взятии города Эльбинг.